# Fases da Lua

Animação da Lua em seu ciclo de mudança de fases, vista do Hemisfério Norte em 2007. O aparente bamboleamento axial (oscilação do eixo) da Lua é dito libração. A variação gradual no tamanho aparente deve-se à excentricidade da órbita lunar.

Equivalente animação da Lua em sua mudança cíclica de fases, vista do Hemisfério Sul em 2007.

As fases da Lua referem-se à mudança aparente da porção visível iluminada do satélite devido a sua variação da posição em relação à Terra e ao Sol. O ciclo completo, denominado lunação, leva pouco mais de 29 dias para se completar, período no qual a Lua passa da fase nova, quando a sua porção iluminada visível passa a aumentar gradualmente até que, duas semanas depois ocorra a lua cheia e, cerca de duas semanas depois, volta a diminuir e o satélite entra novamente na fase nova.
Eventualmente, ocorre o perfeito alinhamento entre o Sol, a Terra e a Lua, o que dá origem a eclipses. Um eclipse solar acontece quando a Lua passa em frente ao disco solar, podendo ocorrer somente durante a lua nova, enquanto que um eclipse lunar ocorre no momento em que a Lua passa através da sombra da Terra, o que pode ocorrer somente na lua cheia. Esta transição entre fases foi na antiguidade utilizada para contagem do tempo, de forma que muitos calendários lunares foram criados tendo como base o ciclo lunar.

## Considerações iniciais

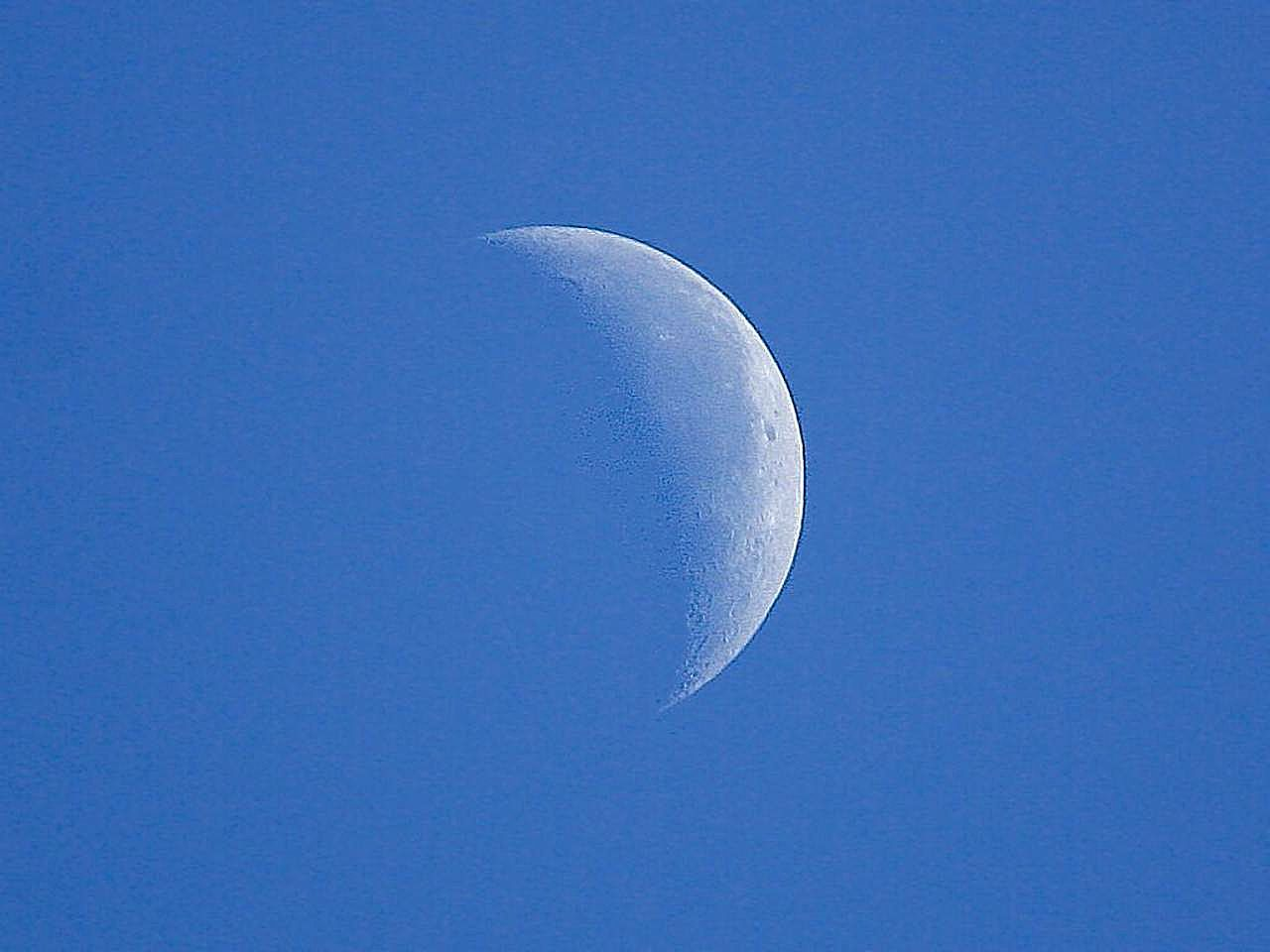
Lua minguante vista durante o dia.

Pelo fato de que a Lua completa uma órbita ao redor da Terra a cada 27,3 dias, período que constitui o mês sideral, sua posição muda continuamente. Além disso, nosso satélite natural não possui luz própria, de forma que sua porção brilhante deve-se ao reflexo da luz solar. A qualquer momento, metade da superfície lunar está iluminada pelo Sol, por ser um corpo aproximadamente esférico, mas a fração iluminada que pode ser observada da Terra sofre variações contínuas.
Entretanto, o período que a Lua gasta para passar pela mesma fase é de 29,5 dias, conhecido como mês sinódico, que possui o mesmo período de uma lunação. Isto é atribuído ao fato de que, ao mesmo tempo em que a Lua move-se ao redor da Terra, ambos giram ao redor do Sol. Uma vez que as fases são determinadas pela posição desses três astros, a mudança de posição faz com que a Lua tenha que executar pouco mais que uma revolução para atingir a mesma posição em relação ao planeta e ao Sol.
Conforme executa sua órbita, a Lua move-se em média 13° para leste na esfera celeste a cada intervalo de um dia. Isto implica que, a partir da lua nova, o satélite ficará cada vez mais distante do Sol, se tornando mais proeminente até a lua cheia, quando fica do lado oposto ao Sol. Posteriormente, a Lua aparentemente aproxima-se do Sol, até que ocorra uma lua nova. A posição e o horário no qual a Lua nasce no horizonte leste varia continuamente devido, sobretudo, à inclinação da órbita lunar, que é de mais de 5° em relação ao equador terrestre que, por sua vez, está inclinado mais de 23° em relação à eclíptica.

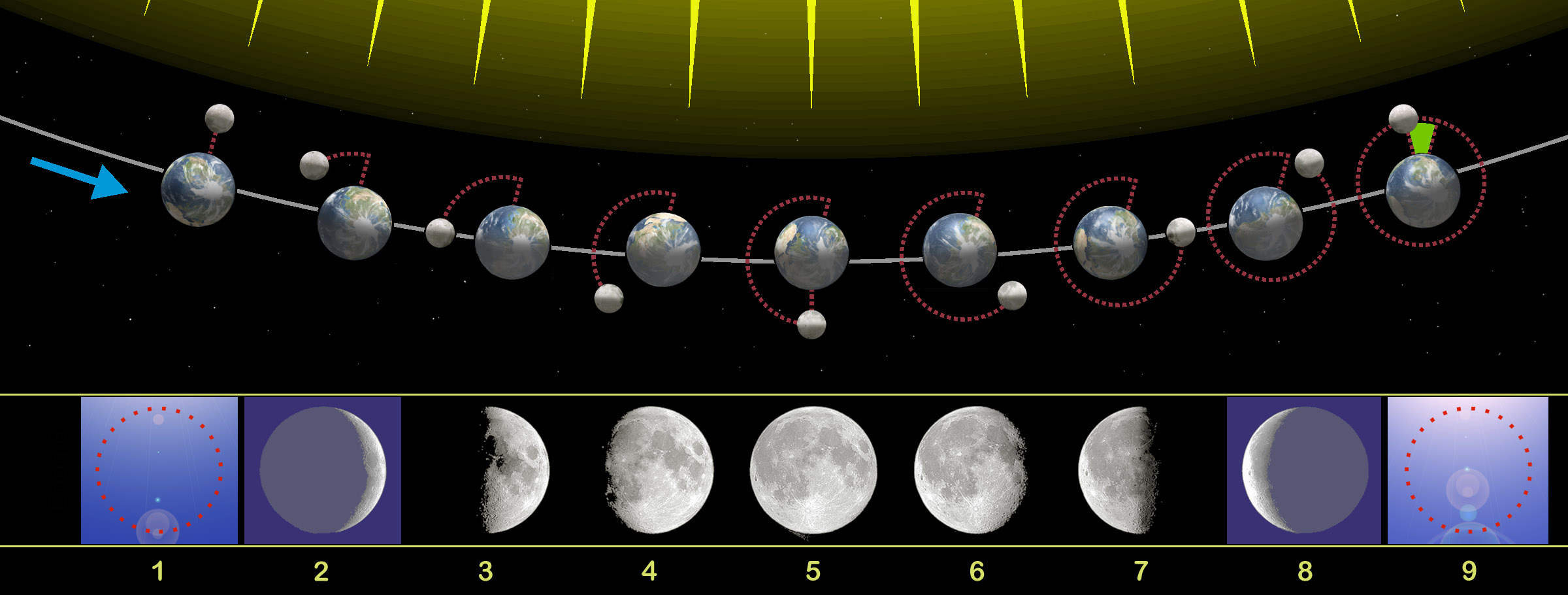
Diagrama representando a posição da Lua e suas respectivas fases (vistas desde o hemisfério norte). No início está a lua nova. Note que, ao final, o destaque em verde representa a porção da órbita a mais que a Lua teve que executar para chegar novamente à fase nova, por conta do movimento de ambos os astros ao redor do Sol.

## Fases
Ao executar sua trajetória, ocorre a gradual mudança de fases, dividida em quatro etapas principais. Durante a lua nova, nosso satélite natural encontra-se com sua face não iluminada totalmente voltada para Terra, de forma que se torna impossível sua observação. Cerca de quinze horas depois já é possível, mas extremamente difícil, avistar um pequeno fio da superfície lunar iluminado. Conforme os dias transcorrem, a porção iluminada aumenta permitindo, ainda, a visualização da sombra em muitas crateras e cadeias montanhosas. Quando é pequena a fração iluminada, é possível observar um fraco brilho proveniente da face escura da Lua. Esta luminosidade é a luz cinérea, resultado da luz solar refletida pela Terra que atinge a superfície lunar e retorna como um fraco brilho.

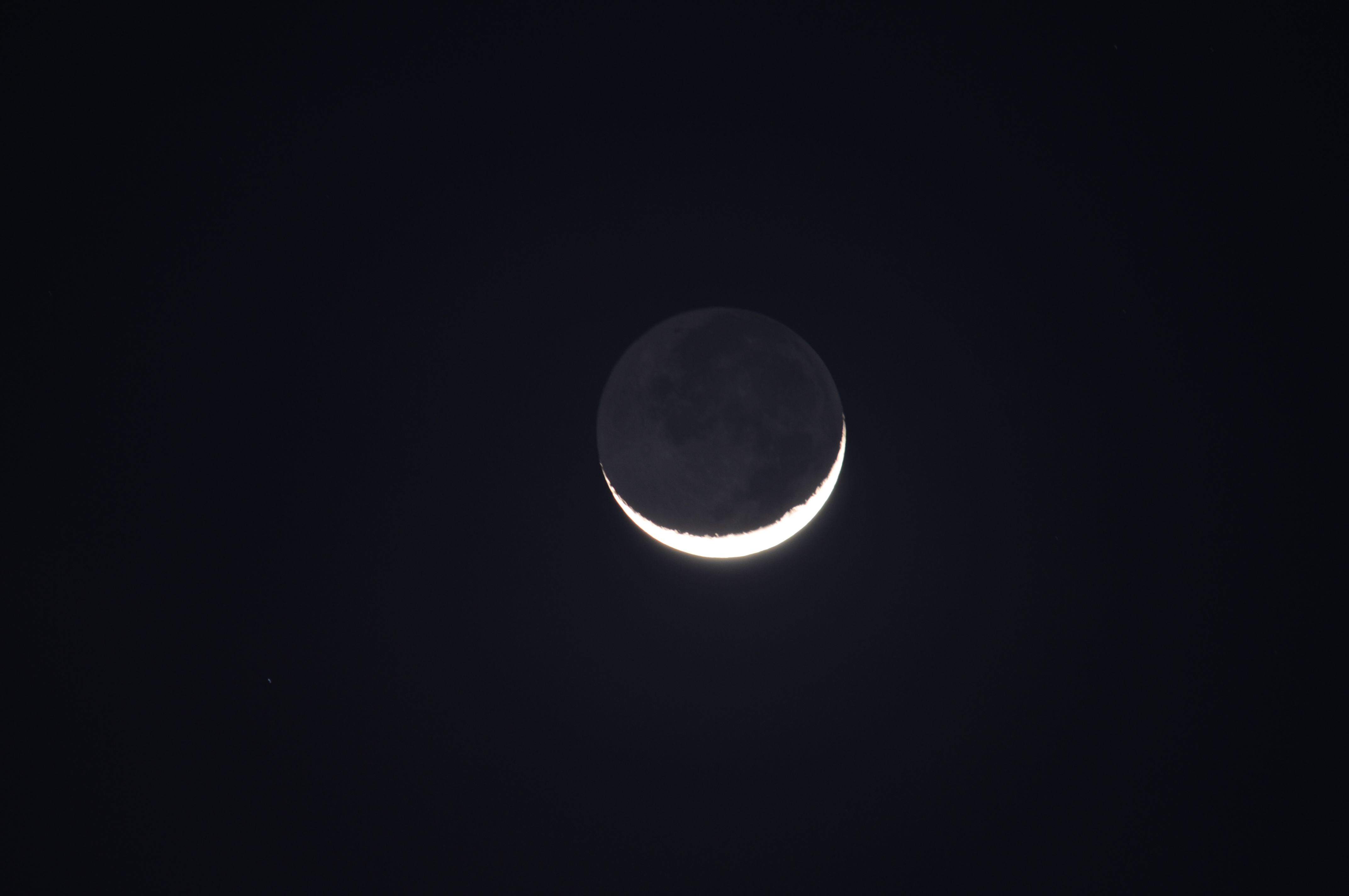
Vista do fino crescente lunar, onde se nota a luz cinérea que permite ver o lado escuro lunar.

Cerca de uma semana após a lua nova, metade do disco lunar encontra-se iluminado, caracterizando o quarto crescente. Neste período, o satélite é visível ao entardecer. Conforme a Lua executa sua órbita, aumenta a porção iluminada, de forma que a sombra projetada de várias crateras em sua região sul ficam evidentes por meio de telescópios. Duas semanas após a lua nova, todo o disco parece iluminado, caracterizando, portanto, a lua cheia. O satélite, por estar em posição oposta ao Sol, surge no horizonte leste quase que ao mesmo tempo do pôr-do-sol.
Quando a lua cheia acontece próximo ao perigeu (o ponto mais próximo da órbita lunar), ocorre uma superlua, na qual seu diâmetro angular e seu brilho são maiores em comparação à media. Em função do acidentado relevo lunar, a região do terminador (a transição entre a parte visível e escura da Lua) possui brilho menor, devido às sombras projetadas por montanhas e crateras. Desta forma, o brilho do quarto crescente não é a metade do da lua cheia, mas somente um décimo deste. Além disso, as características lunares fazem com que o quarto crescente seja ligeiramente mais brilhante que o quarto minguante.
Então o disco lunar volta a apresentar redução da área iluminada dia após dia, até que, sete dias após a lua cheia, acontece o quarto minguante, em que o disco está novamente iluminado pela metade. A Lua, então, passa a ser visível somente no período da madrugada. Por fim, sua porção visível diminui até se tornar nula, retornando, portanto, a fase nova.
| Nome                                                                                  | Hemisfério Norte | Hemisfério Sul | Porção visível da Lua[carece de fontes?]               | Período visível                        |
| ------------------------------------------------------------------------------------- | ---------------- | -------------- | ------------------------------------------------------ | -------------------------------------- |
| Lua nova (plena ou no ápice)                                                          |                  |                | Norte e Sul: 0,0-1,9%                                  | Não visível                            |
| Lua crescente ou crescente côncava (Lua em crescimento até Quarto Crescente)          |                  |                | Norte: 2,0-39,9% (direita) Sul: 2,0-39,9% (esquerda)   | À tarde e pouco após o pôr-do-sol      |
| Quarto crescente (pleno ou no ápice)                                                  |                  |                | Norte: 40,0-59,9% (direita) Sul: 40,0-59,9% (esquerda) | À tarde e na primeira metade da noite  |
| Lua crescente convexa ou crescente gibosa (Lua em crescimento até Lua Cheia)          |                  |                | Norte: 60,0-97,9% (direita) Sul: 60,0-97,9% (esquerda) | Fim da tarde, grande parte da noite    |
| Lua cheia (plena ou no ápice)                                                         |                  |                | Norte e Sul: 98,0-100%                                 | Toda a noite                           |
| Lua minguante convexa ou minguante gibosa (Lua em decrescimento até Quarto Minguante) |                  |                | Norte: 97,9-60,0% (esquerda) Sul: 97,9-60,0% (direita) | Grande parte da noite, começo da manhã |
| Quarto minguante (pleno ou no ápice)                                                  |                  |                | Norte: 59,9-40,0% (esquerda) Sul: 59,9-40,0% (direita) | Madrugada e de manhã                   |
| Lua minguante ou minguante côncava (Lua em decrescimento até Lua Nova)                |                  |                | Norte: 39,9-2,0% (esquerda) Sul: 39,9-2,0% (direita)   | Fim da madrugada e de manhã            |

## Eclipses

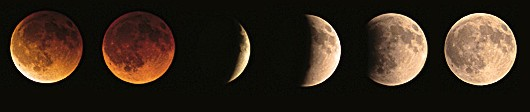
Sequência da Lua em um eclipse lunar.

A Lua passa sempre entre a Terra e o Sol e posteriormente atrás da Terra ao executar sua órbita. Contudo, eclipses não são eventos frequentes. Isto acontece pelo fato de que a órbita lunar está inclinada pouco mais de 5° em relação ao plano de rotação da Terra, de forma que os astros na maioria das vezes não se alinham da forma necessária para a ocorrência do fenômeno. Este alinhamento, também chamado sigízia ocorre somente quando a Lua encontra-se próximo do nodo lunar durante a fase nova ou cheia.
Desta forma, durante a fase nova, pode ocorrer um eclipse solar, no qual a Lua passa exatamente em frente ao disco solar e projeta uma sombra na superfície terrestre. Quando observa-se o disco completamente coberto ocorre um eclipse total, enquanto que se somente uma parte do disco for bloqueada ocorre um eclipse parcial. Existe ainda o eclipse anular, em que o tamanho aparente da Lua é menor do que o disco solar. Por outro lado, durante a lua cheia, a Lua pode penetrar na sombra da Terra, de forma que ocorre um eclipse lunar. A Lua então, durante a totalidade do eclipse, adquire uma coloração avermelhada em função da luz espalhada pela atmosfera terrestre.

## Influência cultural

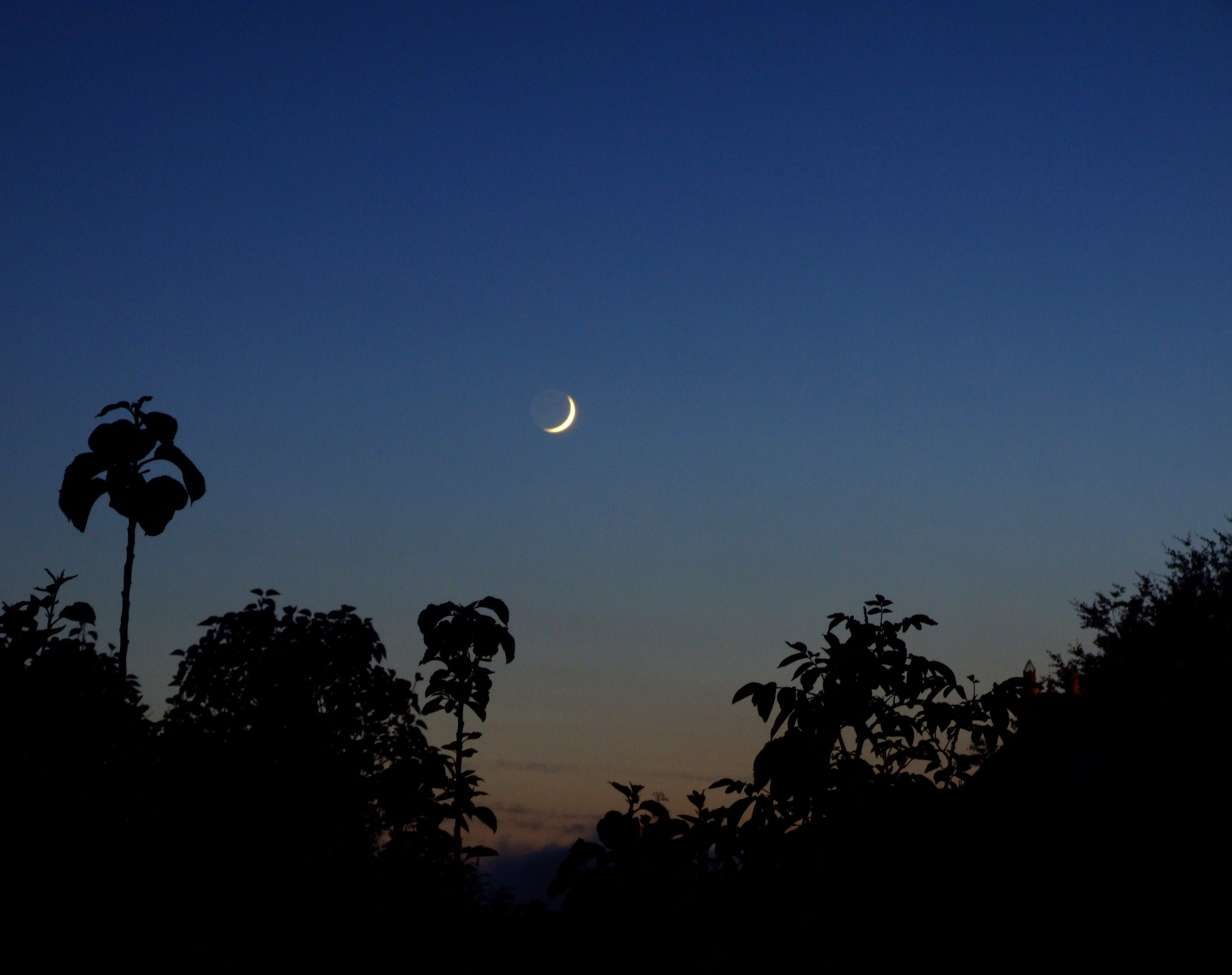
O fino crescente após a lua nova marca o início de um mês lunar em calendários que utilizam o satélite como referência.

A mudança de fases da Lua, cujo ciclo leva entre 29 e 30 dias é um dos eventos regulares mais evidentes que permitem a marcação do tempo. Possivelmente, desde o paleolítico, comunidades humanas utilizavam a época da lua cheia, em função de sua luminosidade, para realizar caçadas noturnas. Grupos de pescadores utilizavam as marés como época determinante para boa pesca. Desta forma, o ciclo lunar adquiriu significado importante no que se refere à marcação de intervalos de tempo, além de suas fases marcarem períodos de festas e rituais.
Calendários lunares foram largamente utilizados no mundo antigo, tanto pelos babilônicos quanto para os egípcios. O mês de aproximadamente 30 dias é uma aproximação do ciclo lunar. Em alguns países islâmicos, contudo, ainda utiliza-se oficialmente o calendário islâmico, cujo ano possui doze meses. Entretanto, cada um dos meses possui exatamente um ciclo lunar, que se inicia quando o crescente lunar é avistado logo após a lua nova. Como consequência, o ano islâmico é onze dias menor que o ano trópico, utilizado no calendário gregoriano. 

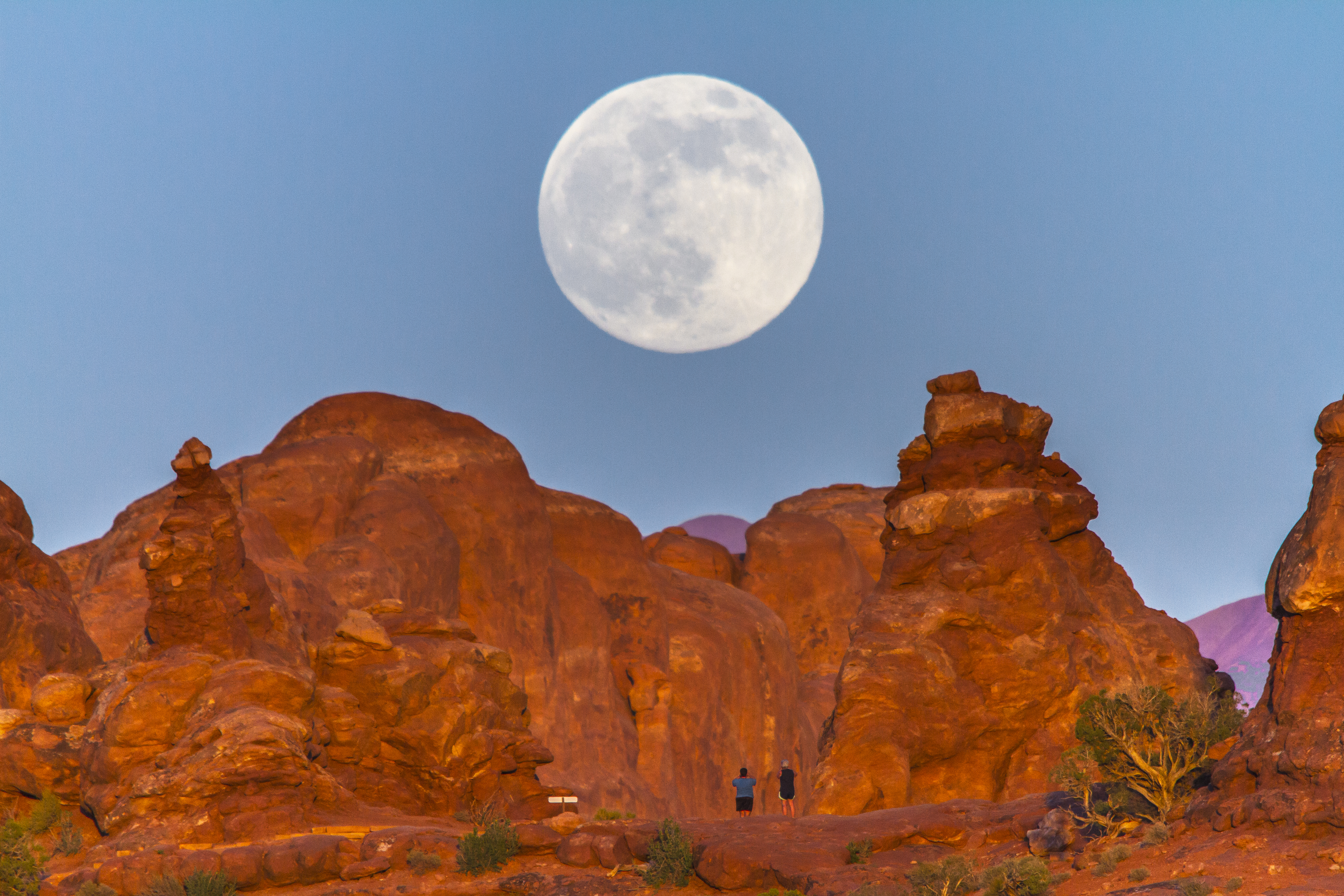
Lua cheia nascendo sobre as montanhas.

A maior parte das lendas mitológicas das civilizações incluem referências ao satélite natural terrestre. Na mitologia grega existem três deusas associadas à Lua: Ártemis associada ao quarto crescente, Selene ligada à lua cheia e Hécate para as fases minguante e nova. Para os romanos, a Lua era associada à Diana, protetora da caça e da noite. Já na mitologia tupi-guarani a Lua era representada pela deusa Jaci. Mesmo nas culturas onde o satélite não possui personalidade divina, a Lua exerceu influência sobre suas crenças, com base no seu ciclo de contínua renovação. Mesmo em culturas em que a Lua não é representada por divindades personificadas, suas fases são associadas a ciclos de fartura e miséria, vida, morte e renascimento.
Segundo a cultura popular, as fases do satélite possuem influência, por exemplo, na época do plantio e da colheita, no crescimento dos cabelos e na gestação e no parto. Esta última crença é motivada pelo fato de que a duração do ciclo lunar é semelhante ao do ciclo menstrual feminino. Contudo, não existem evidências científicas que apoiem essas superstições. A Lua também tem participação em várias lendas folclóricas, dentre elas uma das mais famosas é a do lobisomem, um homem que, em noites de lua cheia, se transforma em lobo e sai à caça de carne humana.